# Redfern Froggatt
Redfern Froggatt (Sheffield, 23 agosto 1924 – Sheffield, 26 dicembre 2003) è stato un calciatore inglese, di ruolo attaccante.

## Biografia
Suo padre Frank era a sua volta un calciatore professionista (fu anche capitano del Notts County); suo cugino Jack è stato a sua volta un calciatore professionista, ed ha anche giocato nella nazionale inglese.

## Carriera

### Club
Nel 1945 viene tesserato dallo Sheffield Weds, con cui esordisce tra i professionisti disputando la FA Cup 1945-1946. L'anno seguente, alla regolare ripresa dei campionati dopo l'interruzione dovuta alla Seconda guerra mondiale, esordisce nella seconda divisione inglese, campionato in cui gioca per le successive 4 stagioni, fino alla promozione conquistata grazie al secondo posto in classifica nella Second Division 1949-1950. La permanenza in prima divisione dura tuttavia solamente una stagione, conclusa con un penultimo posto in classifica nonostante le 14 reti in 40 presenze di Froggatt; dopo una sola stagione, conclusa con la vittoria della Second Division 1951-1952, lo Sheffield Wednesday torna però subito in prima divisione: la permanenza in massima serie è questa volta più lunga della precedente, e si protrae fino al 1955, per 3 stagioni: Froggatt continua a giocare con buona regolarità (32, 24 e 21 presenze) e nell'arco del triennio realizza complessivamente 19 reti. Nella stagione 1954-1955 arriva una nuova retrocessione in seconda divisione, seguita come nella precedente retrocessione dalla vittoria del campionato di Second Division nella stagione successiva. Dopo ulteriori 2 stagioni in prima divisione, in cui Froggatt totalizza complessivamente 66 presenze e 19 reti, arriva una terza retrocessione in seconda divisione, seguita come nei casi precedenti dall'immediata vittoria della Second Division 1958-1959: al termine della stagione 1959-1960, in cui realizza 6 reti in 18 partite di campionato, Froggatt, all'età di 36 anni, si ritira. Tra il 1945 ed il 1960 ha totalizzato complessivamente 498 partite e 149 reti in partite ufficiali con lo Sheffield Wednesday, di cui 434 presenze e 140 reti in campionato (191 presenze e 58 reti in prima divisione e 243 presenze e 82 reti in seconda divisione).

### Nazionale
Il 18 febbraio 1950 ha giocato una partita amichevole con la nazionale B, segnando anche una rete. Ha esordito in nazionale il 12 novembre 1952 in una partita del Torneo Interbritannico contro il Galles; gioca in totale 4 partite in nazionale (l'ultima delle quali l'8 giugno 1953) segnandovi anche 2 reti.

## Palmarès

### Club

#### Competizioni nazionali
- Campionato inglese di seconda divisione: 2

Sheffield Wednesday: 1951-1952, 1955-1956